# غريغ آبي
غريغ آبي (بالإنجليزية: Greg Abbey)‏ هو ممثل أمريكي، ولد في 15 ديسمبر 1962 في الولايات المتحدة.

## أعمال

### مسلسلات
- سلاحف النينجا
- نادي وينكس

## وصلات خارجية
- غريغ آبي على موقع IMDb (الإنجليزية)
- غريغ آبي على موقع ميوزك برينز (الإنجليزية)
- غريغ آبي على موقع قاعدة بيانات الفيلم (الإنجليزية)